# レアリティーズ 1971-2003
『レアリティーズ 1971-2003』(Rarities 1971-2003)は、2006年にリリースされたローリング・ストーンズのコンピレーション・アルバム。

## 解説
それまで入手が困難であったシングルのみで発表された曲や、ライブ・ヴァージョンなどが収められた。ただし、CD収録時間の関係上、いくつかの（特にリミックス）曲は編集されている。

## 収録曲
特筆無い限りジャガー/リチャーズ作詞・作曲。
1. ファンシー・マン・ブルース - Fancy Man Blues 4:48
2. ダイスをころがせ - Tumbling Dice (Live) 4:02
3. ワイルド・ホース - Wild Horses (Live Stripped Version) 5:10
4. ビースト・オブ・バーデン - Beast of Burden (Live) 5:04
5. エニウェイ・ユー・ルック・アット・イット - Anyway You Look at It 4:20
6. イフ・アイ・ワズ・ア・ダンサー（ダンスPt2） - If I Was a Dancer (Dance Pt. 2) (Mick Jagger/Keith Richards/ Ronnie Wood) 5:50
7. ミス・ユー（ダンス・ヴァージョン） - Miss You (Dance Version) 7:32
8. ウィッシュ・アイド・ネヴァー・メット・ユー - Wish I'd Never Met You 4:39
9. 恋をしようよ - I Just Wanna Make Love to You (Live) (Willie Dixon) 3:55
10. ミックスト・エモーションズ - Mixed Emotions (12" Version) 6:12
11. スルー・ザ・ロンリー・ナイツ - Through The Lonely Nights 4:12
12. リヴ・ウィズ・ミー - Live With Me (Live) 3:47
13. レット・イット・ロック - Let It Rock (Live) (Chuck Berry) 2:46
14. ハーレム・シャッフル - Harlem Shuffle (NY Mix) (Bob Relf/Ernest Nelson) 5:48
15. マニッシュ・ボーイ - Mannish Boy (Live) (McKinley Morganfield/ Ellas McDaniel/Mel London) 4:28
16. スルー・アンド・スルー - Thru and Thru (Live) 6:39